# Kanton Sainte-Menehould
Kanton Sainte-Menehould (fr. Canton de Sainte-Menehould) byl francouzský kanton v departementu Marne v regionu Champagne-Ardenne. Tvořilo ho 27 obcí. Zrušen byl po reformě kantonů 2014.

## Obce kantonu
- Argers
- Braux-Sainte-Cohière
- Braux-Saint-Remy
- La Chapelle-Felcourt
- Châtrices
- Chaudefontaine
- Courtémont
- La Croix-en-Champagne
- Dommartin-Dampierre
- Dommartin-sous-Hans
- Élise-Daucourt
- Florent-en-Argonne
- Gizaucourt
- Hans
- Laval-sur-Tourbe
- Maffrécourt
- Moiremont
- La Neuville-au-Pont
- Passavant-en-Argonne
- Sainte-Menehould
- Saint-Jean-sur-Tourbe
- Somme-Bionne
- Somme-Tourbe
- Valmy
- Verrières
- Villers-en-Argonne
- Voilemont